# Louis Scutenaire
Jean Émile Louis Scutenaire (Ollignies province de Hainaut, le 29 juin 1905 - Bruxelles, le 15 août 1987) est un écrivain et poète surréaliste belge d'expression française.

## Biographie
Louis Scutenaire est né à Ollignies, près de Lessines.
Son père, Victor Scutenaire est employé à la Caisse d'épargne, sa mère, Louise Liégeois, fille d'un receveur des contributions. Selon la tradition familiale, son grand-père paternel est natif de Montpellier (rue du Petit-Saint-Jean). Sa grand-mère paternelle naît à Cordoue (barrio de la Merced) en Andalousie vers 1860, son grand-père maternel à Saint-Pancré en Lorraine, de parents venus du Quercy. Sa grand-mère maternelle est issue d'une famille de fermiers de Ville-sur-Haine, sa propre mère s'étant mariée à un Tsigane Kaldérash prénommé Damascène, abandonné et élevé dans sa famille.
En septembre 1910 Louis Scutenaire entre à l'école primaire, lisant déjà les journaux (Le Courrier de l'Escaut et L'Avenir du Tournaisis) et plus généralement tout imprimé (journaux de mode ou prospectus de produits agricoles). De 1911 à 1913 il est surtout élevé par les oncles, forgerons, de sa grand-mère paternelle. Il fréquente les enfants des ouvriers carriers. En 1914 et 1915 des officiers allemands, qui lui laissent de bons souvenirs, s'installent chez les Scutenaire.
Dès 1916 Louis Scutenaire écrit, sur les conseils de son instituteur, ses premiers poèmes. Il fréquente l'école moyenne de Lessines où les cours, les classes étant occupées par les Allemands, ont lieu dans un café et une petite fabrique d'allumettes. À partir de 1918 il fréquente différents établissements scolaires à Enghien, Ath, Soignies et Armentières dont, indiscipliné, il se fait régulièrement exclure. Dans la bibliothèque de son père il lit avec passion « Rimbaud, Vielé-Griffin, de Régnier, Aubier, Apollinaire, Levet, Mallarmé, Villon, Lautréamont, Cendrars, Hugo, Jarry, Dumas, Zévaco, Erckmann-Chatrian, Fantômas, Radcliff, Malot, Féval ». En 1919 une pleurésie l'immobilise longuement. Sa famille s'installe en 1924 à Schaerbeek, au 20 rue de la Luzerne et il s'engage dans des études de droit à l'ULB dont il ne fréquente guère les cours, préparant ses examens à l'aide des notes d'un camarade. Son père meurt en 1925, à 47 ans, d'une attaque cérébrale.
En 1926 Scutenaire découvre chez le libraire Henriquez un écrit signé de Paul Nougé et Camille Goemans qui indique l'adresse du laboratoire de biologie où travaille Nougé. Scutenaire lui envoie alors quelques-uns de ses poèmes. En juillet Nougé, suspectant une farce, vient le rencontrer rue de la Luzerne, prend rendez-vous pour le dimanche suivant. Scutenaire fait alors la connaissance de Camille Goemans, René Magritte, E. L. T. Mesens et Paul Hooreman. Il fonde alors « La Société du Mystère » avec notamment Mesens, Nougé, Lecomte, voyage à Londres, à Edimbourg et, en novembre, en Pologne. En 1925 paraît la plaquette polycopiée Patrimoine ou petite poésie, avec trois dessins de l'auteur, signée « Jean-Victor Scutenaire ».
Scutenaire commence en 1928 à collaborer aux entreprises des surréalistes belges, cosigne le texte du catalogue de l'exposition de Magritte à la galerie « L'Époque », publie des petits textes dans « Distances » (numéros 1 et 3). Il rencontre chez Lecomte Irène Hamoir (Irine) qu'il épouse le 19 février 1930. Ayant obtenu en 1929 son diplôme de docteur en droit, il est réformé, tente en vain de se faire envoyer au Congo. En 1931 et 1932 il effectue des stages, plaidant surtout au pénal et s'intéressant aux aliénés, nomades et « mauvais garçons ». Scutenaire et Irène Hamoir se rendent alors régulièrement à Paris où ils rencontrent, souvent au café du Dôme, à la Rhumerie Martiniquaise ou aux Deux Magots, les surréalistes André Breton, Paul Éluard, Benjamin Péret, René Char, Georges Hugnet, Léo Malet, Gilbert Lely, Marcel Duchamp, Picasso, Brauner, Picabia, Tanguy, Ernst, Miró, Oscar Dominguez.
En 1933 Scutenaire et Irène Hamoir se lient d'amitié avec Paul Colinet. En 1934 Scutenaire participe à Documents 34. Il écrit alors Les jours dangereux - Les nuits noires, l'un des rares romans surréalistes qui, annoncé dans le Dictionnaire abrégé du surréalisme, ne paraît qu'en 1972. Il signe en 1935 Le Couteau dans la plaie, publié dans le numéro 3 du « Bulletin international du surréalisme » qui pour la première fois réunit les surréalistes de Bruxelles et du Hainaut mais refuse de signer en 1936 le tract Le domestique zélé contre André Souris, exclu du groupe. La plaquette Les Haches de la vie paraît en 1937 chez GLM (Guy Lévis Mano) avec un dessin de Magritte. Durant l'été Scutenaire séjourne avec Irène Hamoir chez René Char à Céreste en Provence et préface en décembre le catalogue de l'exposition Trois peintres surréalistes (Magritte, Man Ray, Tanguy) organisée par Mesens au Palais des Beaux-Arts de Bruxelles. Scutenaire publie en 1938 et 1939 trois plaquettes et collabore au « London bulletin » dirigé par Mesens.
En février et avril 1940 Scutenaire participe à L'Invention collective que crée Raoul Ubac, notamment avec un texte sur Louis Forton dont il admire Les Pieds Nickelés. En mai 1940 les Scutenaire parviennent à quitter Bruxelles vers Paris et Bordeaux, rejoignent Magritte et Ubac à Carcassonne, y rencontrent Joë Bousquet, Jean Paulhan, André Gide, retrouvent Fernand Dumont à Nice puis regagnent Bruxelles en octobre. Scutenaire entre en 1941 au ministère de l'Intérieur comme « commissaire-adjoint aux finances provinciales et communales » et y demeure jusqu'en 1970. C'est en mai 1943 qu'il commence de noter ses inscriptions dont le premier tome est publié en 1945 sur proposition d'Éluard, avec le soutien de Paulhan et Queneau.
Un deuxième volume doit suivre mais l'éditeur demandant la suppression de deux ou trois réflexions jugées trop libres, Scutenaire s'y refuse, refusant toute concession. « Gallimard avait accepté de publier le second volume, qui couvre les années 1945-1963. Mais je devais supprimer quatre inscriptions, que Monsieur Gaston avait trouvées grossières, plates, à la belge quoi. Les deux dont je me souviens sont celles-ci : la première avait le tort de s'attaquer à Madame de Lafayette à une époque où le petit monde parisien relisait son célèbre ouvrage : « Relu hier soir La Princesse de Clèves. Avec mon cul. » L'autre : « Je voulais écrire quelque chose sur le Rig-Véda. Mais je ne sais pas quoi. » Et chez Gallimard, on a cru que je raillais un de leurs collaborateurs, qui avait écrit sur le sujet. Quoi qu'il en soit, j'ai refusé. C'était tout ou rien. Ce fut rien. ». Alain Delaunois précise en note que ce collaborateur de Gallimard était Bernard Groethuysen.
En 1947 Gallimard accepte en revanche de publier Les Vacances d'un enfant, « récit mélancolique et véridique de vacances que je passai en 1915 chez une tante », comme le qualifie bien plus tard Scutenaire. En 1948 il accompagne d'une préface (Les pieds dans le plat) l'exposition à Paris des peintures non moins scandaleuses de la période vache de Magritte.
À partir des années 1950 Louis Scutenaire collabore à de nombreuses revues, La Carte d'après nature, (animée à Bruxelles par Magritte), Les Temps mêlés (de Jane Graverol et d'André Blavier, à Verviers), Les Lèvres nues (Marcel Mariën), Rhétorique (consacrée à Magritte par André Bosmans), Phantomas, puis Le Vocatif (Tom Gutt), et écrit de nombreuses préfaces (Magritte, Jean Raine, Roland Delcol).
Le deuxième tome de Mes Inscriptions est publié en 1976, grâce à Tom Gutt et Isy Brachot. Trois autres suivent.

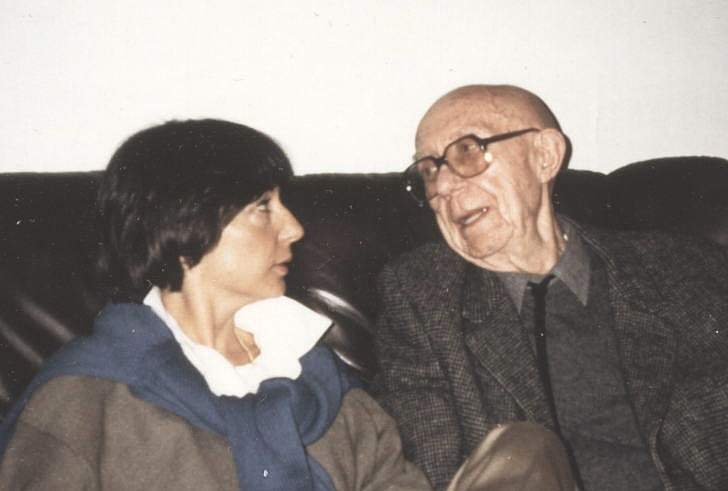
Louis Scutenaire, rue de la Luzerne, en 1985

Louis Scutenaire (qui signe sa correspondance et se fait familièrement appeler « Scut ») meurt le 15 août 1987 alors qu'il regarde à la télévision un film sur son ami Magritte.
Dans le legs Irène Scutenaire-Hamoir, le couple n'ayant pas d'enfant, dont Tom Gutt est l'exécuteur testamentaire, aux Musées royaux des beaux-arts de Belgique figurent les nombreuses œuvres du peintre (plus d'une vingtaine de peintures, d'une vingtaine de gouaches, d'une quarantaine de dessins, etc.) qui étaient aux murs de leur maison de la rue de la Luzerne, notamment : Portrait de Nougé, 1927 ; La Voleuse, 1927 ; Découverte, 1927 ; Personnage méditant sur la folie, 1928 ; Portrait d'Irène Hamoir, 1936 ; La Lecture défendue, 1936 ; Bel Canto, 1938 ; Les Grandes espérances, 1940 ; La Cinquième saison, 1943 ; Le Sourire, 1943 ; La Moisson, 1943 ; La Bonne fortune, 1945 ; Les Rencontres naturelles, 1945 ; Les Mille et une nuits, 1946 ; L'Intelligence, 1946 ; Le Lyrisme, 1947 ; Lola de Valence, 1948 (dont les images sont visibles sur le site des Musées royaux des beaux-arts de Belgique). Semblablement la bibliothèque de Scutenaire, qui comprenait des milliers de livres souvent très rares, a été léguée à la Bibliothèque royale de Belgique.
Louis Scutenaire a été choisi comme un des Cent Wallons du siècle, par l'Institut Jules Destrée, en 1995.

## L'œuvre

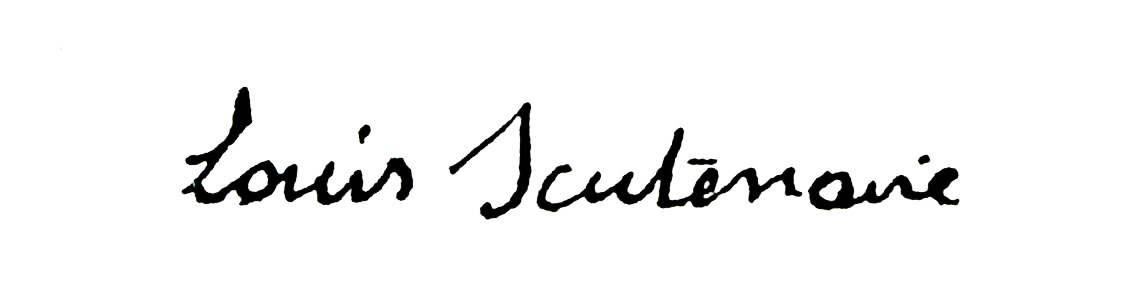
Signature de Louis Scutenaire

« Je ne suis ni poète, ni surréaliste, ni Belge », objecte un jour Scutenaire à la définition que proposent habituellement de lui les faiseurs d'anthologies.
« Ni belge » : né en lisière de la Picardie, dont la langue et le parler sont pour lui « mère et père du patois et du jargon français », il aime évoquer un grand-père paternel natif de Montpellier, une grand-mère née à Cordoue ; du côté maternel un grand-père lorrain et la fille d'un Tsigane Kalderach. « Les oiseaux viennent d'ailleurs », écrit Scutenaire : il y a en lui une dimension quasiment génétique de l'ailleurs.
« Ni poète, ni surréaliste : il suffit de lire mes productions pour s'en rendre compte », note-t-il encore. Surréaliste, il ne l'est guère au sens de l'orthodoxie parisienne. Après avoir rencontré Paul Nougé dès 1926 puis Magritte dont il demeurera le complice majeur, imaginant à ses tableaux bon nombre de leurs titres, il est vrai qu'il fréquente quelques années plus tard à Paris le groupe d'André Breton. Ce sont bien des Textes automatiques qu'il écrit en 1931 et Les Jours dangereux les Nuits noires, composés à partir de 1928, recensés dix ans plus tard par Breton et Éluard dans leur Dictionnaire abrégé du surréalisme, constituent en effet l'un des rares récits surréalistes. Mais si ses poèmes ne cessent par la suite de baigner dans le climat merveilleux et l'érotisme joyeux d'un onirisme bousculant l'espace et le temps, c'est avec ses inscriptions une forme littéraire originale largement en marge du goût surréaliste qu'il découvre et dans laquelle il va construire l'essentiel de son œuvre.
En 1943 Scutenaire commence de noter les sortes de maximes, aphorismes, historiettes autour d'événements vécus, de situations, de spectacles ou d'impressions, conversations ou réflexions, qui lui traversent l'esprit : il nomme Mes inscriptions le manuscrit, par sympathie pour Restif de la Bretonne qui avait intitulé ainsi le recueil de graffitis qu'il avait gravés sur les quais de l'Île Saint-Louis. Le monumental pêle-mêle qu'à la façon d'un journal Scutenaire édifie sous ce titre pendant plus de quarante ans ne s'apparente plus au surréalisme que par la vivacité d'une continuelle subversion.
« Poète », il ne l'est pas ainsi au sens habituel du mot. « Ce qu'ils nomment sensibilité n'est qu'un système d'émois purement traditionnels », écrit-il. La poésie ne saurait être pour lui domaine réservé des émotions fines et des beaux vocables : « Le côté éloquence jaculatoire de presque toute la poésie française me prend à la gorge ». Il n'y a donc dans ses inscriptions aucun écart entre la poésie et la vie même : on y rencontre l'exceptionnelle volonté, impertinente et ingénue, de les rendre coextensives. Étonnement, tour à tour enjoué ou indigné, par le langage face au monde quotidien des choses et des êtres, et simultanément étonnement, à travers le monde et ses événements, face au langage, telle apparaîtrait la double démarche de Scutenaire en ses inscriptions. Elles ne sont pas poétiques d'abord par leurs objets mais par la façon éruptive dont elles les disent.
Et Scutenaire, chroniquement, parle de tout, de ce qui est considéré comme poétique et de ce qui ne l'est pas d'emblée, de ce que l'on n'aurait pas cru pouvoir l'être avec une telle évidence, de ce qui ne le sera jamais que par lui. Il parle de Dieu, quand il en a envie, dit-il, de ses papes et du désastre des religions. Des hommes, de ceux qu'il a connus dans son enfance à Ollignies, rencontrés au long de sa vie, tendrement appréciés, des boxeurs et des cyclistes, pour qui il éprouve une particulière sympathie, de ses semblables, les « gens simples » comme lui, et des autres, les « blindés ». De ses complices et de Magritte souvent. De l'essentielle « Lorrie », prénom qu'il a donné d'emblée dans ses écrits à Irène Hamoir, de ses gestes et de ses mots.
« Ne parlez pas de moi, je suffis à la tâche », prévient Scutenaire, ou encore : « Je me suffis; parfois il y en a même trop ». Il ne cesse en effet de parler de lui-même (« J'ai un métier qui me tyrannise : moi-même. »), de ses états mentaux, de ses obsessions érotiques (« J'ai la tête pleine de filles, et le cœur et la peau »), de ses multiples « types de femmes », du grand nombre « des plus belles » qu'il a vues. « marxiste tendance Groucho », s'affirmant volontiers pro-bolchévique, pro-albanais avec l'âge, à vrai dire foncièrement anarchiste, Scutenaire exprime non moins régulièrement son espoir d'une révolution, son admiration pour la bande à Bonnot, sa vision consciemment manichéenne du monde, sa haine du « terrorisme capitaliste ». « Je veux l'égalité sociale absolue jusqu'à l'absurde parce que cet absurde le sera toujours moins que celui que je connais » écrit Scutenaire. Non sans avouer rêveusement plus tard : « C'est probablement par conservatisme que je reste révolutionnaire ».
Il y a ainsi dans ses inscriptions bon nombre de joyeux blasphèmes : un irrespect fondamental des valeurs bourgeoises, religieuses, artistiques et morales. Scutenaire n'accepte guère le monde tel qu'il est (« Le régime capitaliste, ils appellent ça la civilisation. »), tel que l'ont fait les hommes, ou certains hommes en manipulant tant d'autres. Quelque chose s'est mal passé dans l'histoire de l'espèce qui « naquit sans doute de l'hystérie d'une gorille peladeuse ». Comme ce « cher Diogène », Scutenaire déteste, insulte les tabous et leurs faiseurs crapuleux, « les miséreux de l'art et du savoir, les débiles de la politique, les pleutres de l'argent, les gâteux de la religion, les hommes de main de la magistrature, les déments de la police, les bègues du barreau, les baveux du journalisme ».
« J'ose m'exprimer ainsi », annonçait fièrement le bandeau de la première édition du premier volume des inscriptions. La constante dénonciation de Scutenaire, loin de s'incarner dans les normes littéraires admises, s'inscrit à leur niveau même en une constante revendication, contre le bon ton, la mesure et les belles manières, du droit à l'à peu près et au langage pour le moins familier qui prend valeur polémique. Il ne perd pas de vue qu'il vit et qu'il écrit « sous la domination bourgeoise », dit-il dans la première inscription du second volume, notant ne faire jamais « un travail d'écrivain » mais conduire « poétiquement des entreprises anti-littéraires ».
« J'ai quelque chose à dire. Et c'est très court. », écrit encore Scutenaire. Il y a une brièveté essentielle de ses inscriptions, qui ne tient pas seulement à la paresse ou au dégoût de l'application que leur auteur avoue complaisamment : « Concis, par fainéantise probablement ». Comme d'autres surréalistes belges, il privilégie le texte discontinu, lapidaire, les fragments, les « monostiques », les slogans poétiques. Cette concision replace à l'origine même de la parole. Ses inscriptions ne se prétendent donc pas la révélation d'une sagesse : si certaines apparaissent bien comme les instants d'une réflexion, elles semblent aussitôt la miner dans le jeu humoristique des mots. « Je suis un Grec ancien avec le sens de l'humour », note encore Scutenaire, et sa définition est demeurée célèbre : « L'humour est une façon de se tirer d'embarras sans se tirer d'affaire ».
Scutenaire ne craint donc jamais de prendre le parti des mots. Un de plus ou de moins dévie imprévisiblement la parole de son cours naturel, la signification s'affole : « gags métaphysiques » a-t-on dit. Ou bien c'est tout un proverbe, un lieu commun de la « sagesse des nations », que Scutenaire en le modifiant à peine gauchit et renverse, replace différemment au pied de la lettre, attentif aux mutations instantanées du connu en inconnu, du bon sens hypocrite en sottise, de l'apparente incongruité en insolente sagesse. Ainsi Scutenaire inscrit-il semblablement ses innombrables lectures en de brefs fragments, « collant », détournant ou parodiant, scutenairisant les auteurs les plus divers en donnant « son accent aux paroles des autres ».
« Mes Inscriptions sont une rivière de Californie, il faut tamiser des tonnes de sable et de gravier pour trouver quelques pépites, voire des paillettes. Remarquez, sable et gravier ne sont pas matières inutiles ». On trouvera donc de tout chez Scutenaire, du badinage et des non-sens, des préciosités et des grossièretés, des contradictions, des « juxtapositions » préfère-t-il dire, ou des redites. Scutenaire ne s'en soucie : « Je me répète parce qu'on ne m'entend pas ». Dans le monde divers que proposent ses inscriptions, au lecteur de disposer. « Quiconque, avec des ciseaux, de l'encre, du papier collant, pourra (…) faire disparaître les notes qui le gênent. Toutefois, qu'il prenne garde », conseille-t-il, ou plus simplement : « Lorsqu'une de mes inscriptions vous apparaît banale ou semble une redite, pensez que je ne l'ai pas écrite pour vous mais pour votre frère ou bien pour moi ».
« Magritte est un grand peintre, Magritte n'est pas un peintre », inscrit Scutenaire. Un paradoxe semblable définirait son œuvre : Scutenaire est un grand poète, Scutenaire n'est pas un poète.
En 2017, Lula Pena le chante dans son troisième album, Archivo Pittoresco.

## Publications

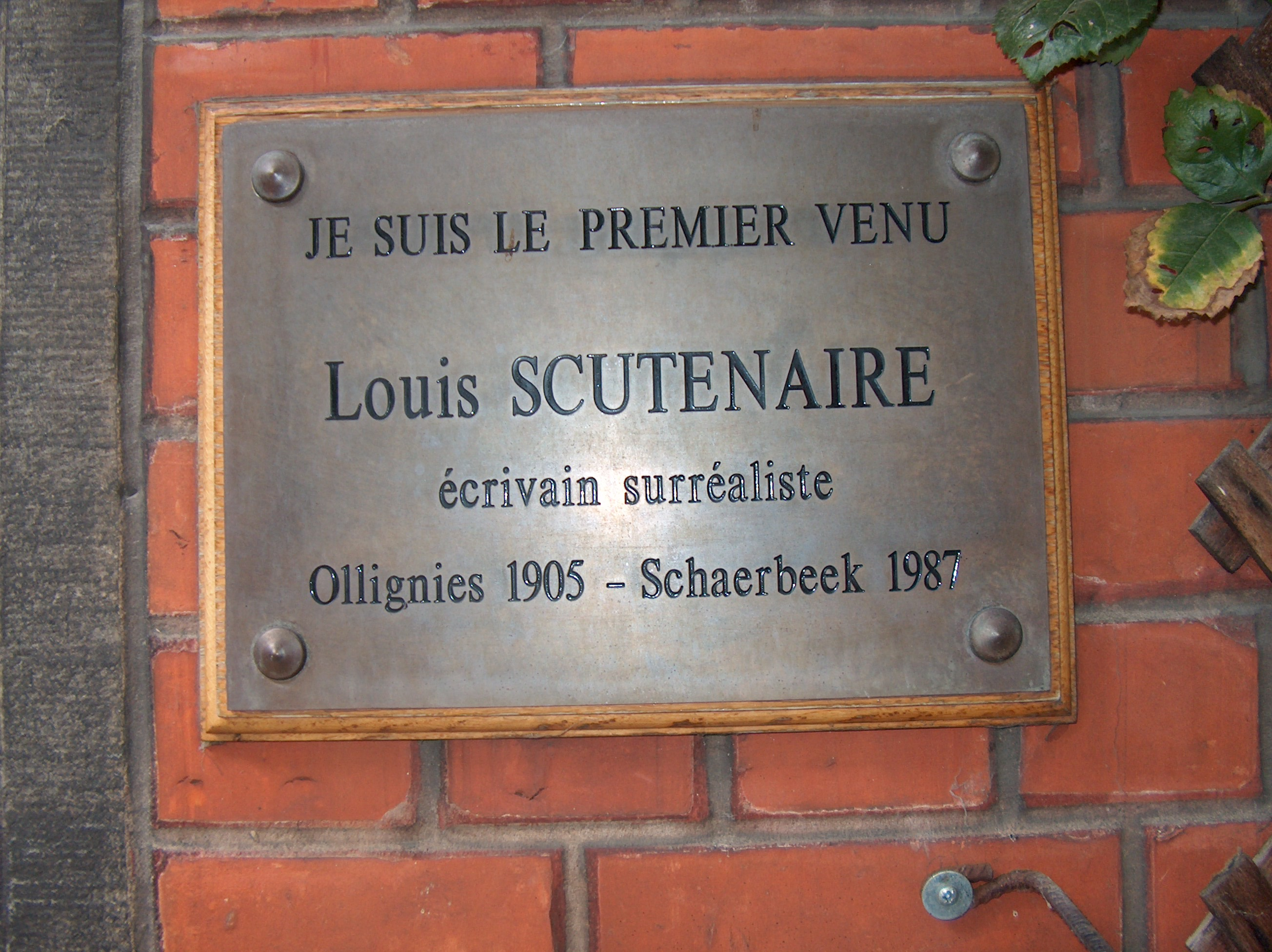
Plaque commémorative Louis Scutenaire, 20 rue de la Luzerne à Bruxelles.

### Poèmes
Les poèmes écrits entre 1913 et 1945 par Louis Scutenaire ont été rassemblés dans
- La Citerne, poèmes complets (1913-1945), tome I (avec un frontispice de Roger Van de Wouwer), Bruxelles, Brassa, 1987, 524 pages.

S'y trouvent rassemblés selon la chronologie de leurs compositions et suivis d'une table des incipit et d'une table des titres:
- Devoirs de vacances (1913 ou 1916), (avec quatre dessins de Claudine Jamagne), Bruxelles, Une passerelle en papier, 1970.
- Le Bâton de Jean de Milan (1918-1924) (avec quinze dessins d'Yves Bossut), Bruxelles, Une passerelle en papier, 1970.
- Collage (1924), inédit.
- Le Conscrit (1920 et 1925), Bruxelles, Le Vocatif no 35, 1973.
- Le Canard de Vaucanson (1924-1925) (avec quatre dessins d'Yves Bossut), Bruxelles, Le Fait accompli no 60, 1970.
- Patrimoine ou Petite poésie (1923-1927), signé Jean-Victor Scutenaire (avec trois dessins de l'auteur), Bruxelles, Chez l'auteur, 1927.
- Le Pourchas (1918-1950), avec un portrait par Paul Colinet, Bruxelles, Le Fait accompli no 4, 1968.
- Reliefs du Pourchas (1918-1950),  Bruxelles, Le Vocatif no 99, 1975.
- Un peu d'exotisme et de désespoir pour m'amuser (1925-1928), inédit.
- Petit album (1927), Bruxelles, Le Fait accompli no 12, 1969.
- Poèmes non prémédités (1921-1928), Paris, Opus international no 19/20, 1970 ; Bordeaux, Plain-chant no 33/34, 1987.
- Il est toujours trop tard  (1924-1928) (avec dix gravures de Roger Van de Wouwer), Anvers, Éditions de la Serfouette, 1969.
- Deux sûretés valent mieux qu'une (1928), Paris, Distances no 1, février 1928, et 3 avril 1928.
- Les Pratiques (1928), Bruxelles, Une passerelle en papier, 1971.
- Cartes illustrées (1929-1930), Bruxelles, éditions Brassa, 1980.
- Textes automatiques (1931), (avec vingt images d'Adrien Dax), Bruxelles, Brassa, 1976.
- La Santé (1933), (signé J. Scutenaire), Bruxelles, éditions Brassa, 1977.
- Poèmes pour Irène (1929-1936), inédit
- Les Haches de la vie (1937), signé Jean Scutenaire (avec un dessin de René Magritte), Paris, éditions GLM, 1937.
- Collectifs (1937), Bruxelles, Le Vocatif no 21, 1973 : no 173/174, 1978 : no 39/40, 1973.
- Poèmes pour René Char (1937), Bruxelles, Le Vocatif no 12, 1973.
- Le Retard (1925-1938), signé Jean Scutenaire, Paris, Éditions Sagesse, Librairie Tschann, 1938.
- Poèmes pour Paul Colinet (1936-1939),  Bruxelles, Le Vocatif no 42, 1974 et no 100, ou inédits, 1976.
- Un peu d'histoire naturelle, Paris, Les Quatre vents no 4, 1946.
- Les Secours de l'oiseau (1935-1939), signé Jean Scutenaire, Paris, Parisot, 1938.
- Ni faim ni soif (1930-1939), Paris, Cahiers GLM no 3, Paris, 1936 ; Bruxelles, Le Ciel bleu no  7 et 8, 1945 ; Bruxelles, Les Deux sœurs no 2, 1947, ou inédits.
- Frappez au miroir! (1939), signé Jean Scutenaire, (avec trois dessins de Magritte), Bruxelles, Wellens-Pay, 1939.
- Poèmes nissards (1940), Bruxelles, Le Vocatif no 26 ou inédit, 1973.
- La Citerne (1940), Bruxelles, L'Invention collective no 1, 1940.
- Les Degrés (1921-1945), couverture de Mario Prassinos, Paris, éditions de la revue Fontaine, 1945.
- Réponses (1945), Mes inscriptions, Paris, Gallimard, 1945 ; Bruxelles, Réponse, printemps 1945.

Les poèmes écrits par Louis Scutenaire après 1945 se trouvent intégrés dans les volumes II, III, IV et V de Mes inscriptions ou dans plusieurs plaquettes :
- Onze poésies courtes pour Claudine, (avec des dessins de Claudine Jamagne), Bruxelles, 1972.
- L'Été (avec une lithographie de Roland Delcol), Luxembourg, Origine, 1973.
- Deux poèmes (1972), Bruxelles, Le Vocatif no 5, 1973.
- Mes inscriptions, Tome II (1972-1974), Bruxelles, s.n.e., 1974.
- Amazone mastée (avec une lithographie de Roland Delcol, Club 80, Erpeldange, 1976. *[Poèmes] (1977), Bruxelles, Le Vocatif no 150, 1977.
- La Bonne Semaine (avec des dessins de Marcel Mariën), Bruxelles, , Les Lèvres nues, 1978.
- Poésies,  Bruxelles, Le Vocatif no 170, 1978.
- La Colline de la Planque, Cahiers de Mauregny no 9, 1979.
- Histoires naturelles (avec cinq illustrations de Roland Delcol), Bruxelles, L'Envers sauvage du réel, 1979.
- Effacer l'ombre, Frassem, La Table des Champs, 1982.
- Le Bosquet de Sherwood, (avec des dessins de Roland Topor), Bruxelles, La Pierre d'Alun, 1988.

### Mes inscriptions

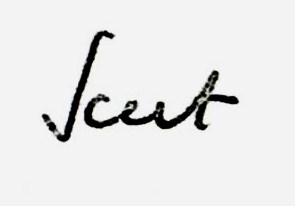
Signature familière de « Scut ».

Les inscriptions de Louis Scutenaire ont été intégralement publiées en cinq volumes :
- Mes inscriptions, Paris, Gallimard, 1945 ; réédition, Mes Inscriptions (1943-1944), Paris, Éditions Allia, 1982  (ISBN 2904235000) ; réédition, avec une préface d'André Thirion et une lecture d'Alain Delaunois, Bruxelles, collection Espace Nord, Éditions Labor, 1990  (ISBN 2804005275).
- Mes Inscriptions (1945-1963), (Prière d'insérer de René Char), Bruxelles, Isy Brachot et Tom Gutt, 1976 ; réédition, Paris, Éditions Allia, 1984. (ISBN 2-904235-04-03) édité erroné (BNF 34774343)
- Mes Inscriptions (1964-1973), Bruxelles, Brassa, 1981.
- Mes Inscriptions (1974-1980), Paris, Le Pré aux clercs, 1984  (ISBN 2714416632).
- Mes Inscriptions (1980-1987), Bruxelles, Brassa, 1990.

Des fragments en avaient paru dans un grand nombre de plaquettes et revues, notamment dans :
- Tantra de Juan Bellarmin, Bruxelles, Bibliothèque Phantomas, 1965.
- Pour Balthazar, La Louvière, Daily-Bul, 1967.
- Le Cygne d'étang (1918-1972), Bruxelles, Phantomas no 115-117, 1972.
- Le Fusil du boucher, précédé de Paroles en fête par Michel-Georges Bernard, Verviers, Temps mêlés, 1974.
- Gazons, Paris, Éditions de l'Orycte, 1977.
- Comme d'habitude, (texte autographié), suivi de Pour une chronologie par Michel-Georges Bernard, avec une couverture de Raoul Ubac, Paris, Éditions de l'Orycte, 1979.
- L'Aqua tofana, avec des illustrations d'André Stas, Liège, Éditions du cirque divers, 1979.
- La Cinquième saison, illustrations d'Olivier O. Olivier, Bruxelles, La Pierre d'Alun, 1983.
- La Tête de Loup, illustrations de Roger Bethier, Fontvieille, Le Grès du Comte, 1983.
- Ab hoc et ab hac, illustrations de Henry Meyer, Bassac, Plein Chant, 1986.
- Souquenilles, avec un dessin de Xavier Canonne, Morlanwelz, Les Marées de la nuit, 1986.
- Lunes rousses, avant-propos de Frédéric Dard, Paris, Le Dilettante, 1987.  (ISBN 2905344202)

### Récits et autres
- Les Vacances d'un enfant, Paris, Gallimard, 1947 ; réédition, suivi de Louis Scutenaire, La vie, l'œuvre, l'époque, 1905-1980, Bruxelles, Jacques Antoine, 1980.
- Le Monument de la guenon, Verviers, Temps mêles no 56, mai 1962; édition augmentée (Les secours de l'oiseau et Un peu d'histoire naturelle), Bruxelles, Brassa, 1979.
- Les Jours dangereux les nuits noires [roman-collage composé entre 1928 et 1931], avec quatre dessins de Claudine Jamagne, Bruxelles, Brassa, 1972.
- Mon ami Mesens, [Luc Canon], Bruxelles, 1972.
- Textes automatiques, [1931], (avec vingt images d'Adrien Dax), Bruxelles, Isy Brachot et Tom Gutt, 1976.

### Sur René Magritte

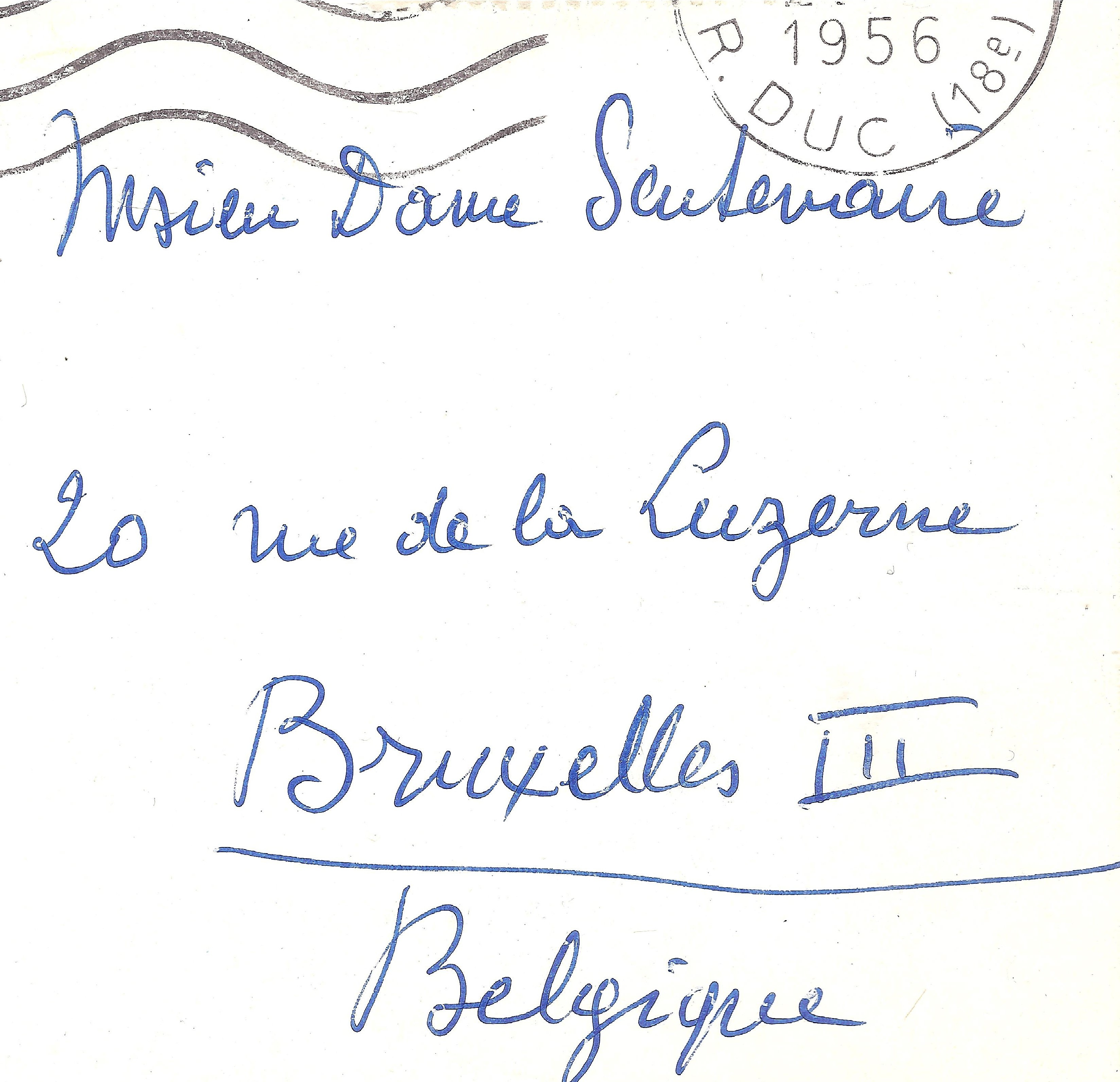
Adresse de Louis Scutenaire et Irène Hamoir écrite par René Magritte sur une carte postale postée à Paris le 20 janvier 1956.

Les textes de Louis Scutenaire sur René Magritte ont été rassemblés dans:
- Avec Magritte, Bruxelles, Lebeer-Hossmann, 1977 [recueil des textes de Scutenaire sur Magritte publiés de 1937 à 1976].
- Avec Magritte, réédition augmentée d'un article daté de 1978, Strasbourg, L'Atelier contemporain, 2021, 192 p..

Ouvrages, préfaces et articles rassemblés: 
- « Trois fenêtres », préface à Trois peintres surréalistes, René Magritte, Man Ray, Yves Tanguy (signé Jean Scutenaire), exposition présentée par E. L. T. Mesens, Palais des Beaux-Arts de Bruxelles, 1937 [Premier paragraphe sur Magritte figurant à quelque mots près dans la monographie suivante]. Repris dans Louis Scutenaire, Plein Chant no 33-34, Bassac, novembre 1986-janvier 1987, p. 129-130.
- René Magritte, Bruxelles, Librairie Sélection, 1947 [texte daté de 1942]. Repris dans Avec Magritte, Bruxelles, Lebeer-Hossmann, 1977.
- « Les pieds dans le plat », préface à l'exposition Magritte, Peintures et gouaches, Paris, galerie du Faubourg, 1948. Repris dans Avec Magritte, Bruxelles, Lebeer-Hossmann, 1977.
- Gloser à propos de l'exposition parisienne à Paris des œuvres de René Magritte est prématuré. Allons-y donc, tract, Bruxelles, Au miroir d'Élisabeth, 1948. Repris dans Avec Magritte, Bruxelles, Lebeer-Hossmann, 1977.
- « En parlant un peu de Magritte », dans Cahiers d'art, n° XXX, Paris, 1955. Repris dans Avec Magritte, Bruxelles, Lebeer-Hossmann, 1977.
- Rétrospective René Magritte, XXXe salon du cercle royal artistique et littéraire, Charleroi, 1956. Repris dans Avec Magritte, Bruxelles, Lebeer-Hossmann, 1977.
- René Magritte, Paris, galerie Cahiers d'art, 1958. Repris dans Avec Magritte, Bruxelles, Lebeer-Hossmann, 1977.
- Magritte, musée d'Ixelles, 1959. Repris dans Avec Magritte, Bruxelles, Lebeer-Hossmann, 1977.
- « L'œuvre peinte de René Magritte », dans Savoir et Beauté, XLIII, no 2-3, La Louvière, 1961. Repris dans Avec Magritte, Bruxelles, Lebeer-Hossmann, 1977.
- Magritte, peintures, dessins, gouaches, Londres, Obelisk gallery, 1961. Repris dans Avec Magritte, Bruxelles, Lebeer-Hossmann, 1977.
- « René Magritte », dans L'Art belge, numéro René Magritte, Bruxelles, Revue du mouvement artistique franco-belge, janvier 1968 [repris de René Magritte, Bruxelles, Librairie Sélection, 1947, hormis les dernières pages non reprises. Le numéro publie également « Dernier chapitre » de Scutenaire, extrait du « Dernier chapitre » de Les Jours dangereux les nuit noires, roman-collage composé entre 1928 et 1931, à l'époque inédit, qui met en scène Magritte et ses amis. L'ouvrage sera publié en 1972].
- Pour illustrer Magritte, Le Fait accompli, no 24-25, Bruxelles, Les Lèvres nues, 1969. Repris dans Avec Magritte, Bruxelles, Lebeer-Hossmann, 1977.
- René Magritte, Monographies de l'art belge, Ministère de l'Éducation nationale et de la Culture, 2è édition, 1964. Repris dans Avec Magritte, Bruxelles, Lebeer-Hossmann, 1977.
- Magritte, les images en soi, Paris, galerie Iolas, 1967. Repris dans Avec Magritte, Bruxelles, Lebeer-Hossmann, 1977.
- Magritte, dessins et croquis, Knokke-Le-Zoute, galerie Isy Brachot, 1975. Repris dans Avec Magritte, Bruxelles, Lebeer-Hossmann, 1977. Repris dans Magritte, dessins, croquis et esquisses, Pris, galerie Isy Brachot, octobre 1988-janvier 1989.
- La Fidélité des images, René Magritte, Le cinématographe et la photographie, textes et titres de Louis Scutenaire, exposition organisée par le service de la Propagande artistique du ministère de la culture française, Bruxelles, Musée d'Art moderne de Paris, imprimé par les éditions Lebeer-Hossmann, Bruxelles, 1976, publié à l'occasion de l'exposition au musée d'Art moderne de Paris, octobre-novembre, 1976, 95 pages [photographies faites par Magritte de ses proches entre 1928 et 1955, quelques photographies faites de Magritte et images des films réalisés par Magritte autour de 1957]. Repris dans Avec Magritte, Bruxelles, Lebeer-Hossmann, 1977, réédition augmentée, L'Atelier contemporain, 2021, 192 p.
- « René Magritte comme je l'ai connu », dans Le Soir, Bruxelles, 7 décembre 1978. Repris dans Avec Magritte, nouvelle édition augmentée, L'Atelier contemporain, 2021.
- « L'invention de la vie », dans Rétrospective Magritte, Bruxelles, Palais des Beaux-Arts, 1978 et Paris, Musée National d'Art Moderne, Centre Georges Pompidou, 1979.
- « Du surréalisme en Belgique », dans René Magritte et le surréalisme en Belgique, Bruxelles, Musées royaux des beaux-arts de Belgique, 1982 [texte signé « Elle et Lui » - Irène Hamoir et Louis Scutenaire - texte non repris].
- « René Magritte », dans Rétrospective Magritte dans les collections belges, Bruxelles, galerie Isy Brachot [repris de René Magritte, Bruxelles, Librairie Sélection, 1947, hormis les dernières pages non reprises].

### Articles connexes

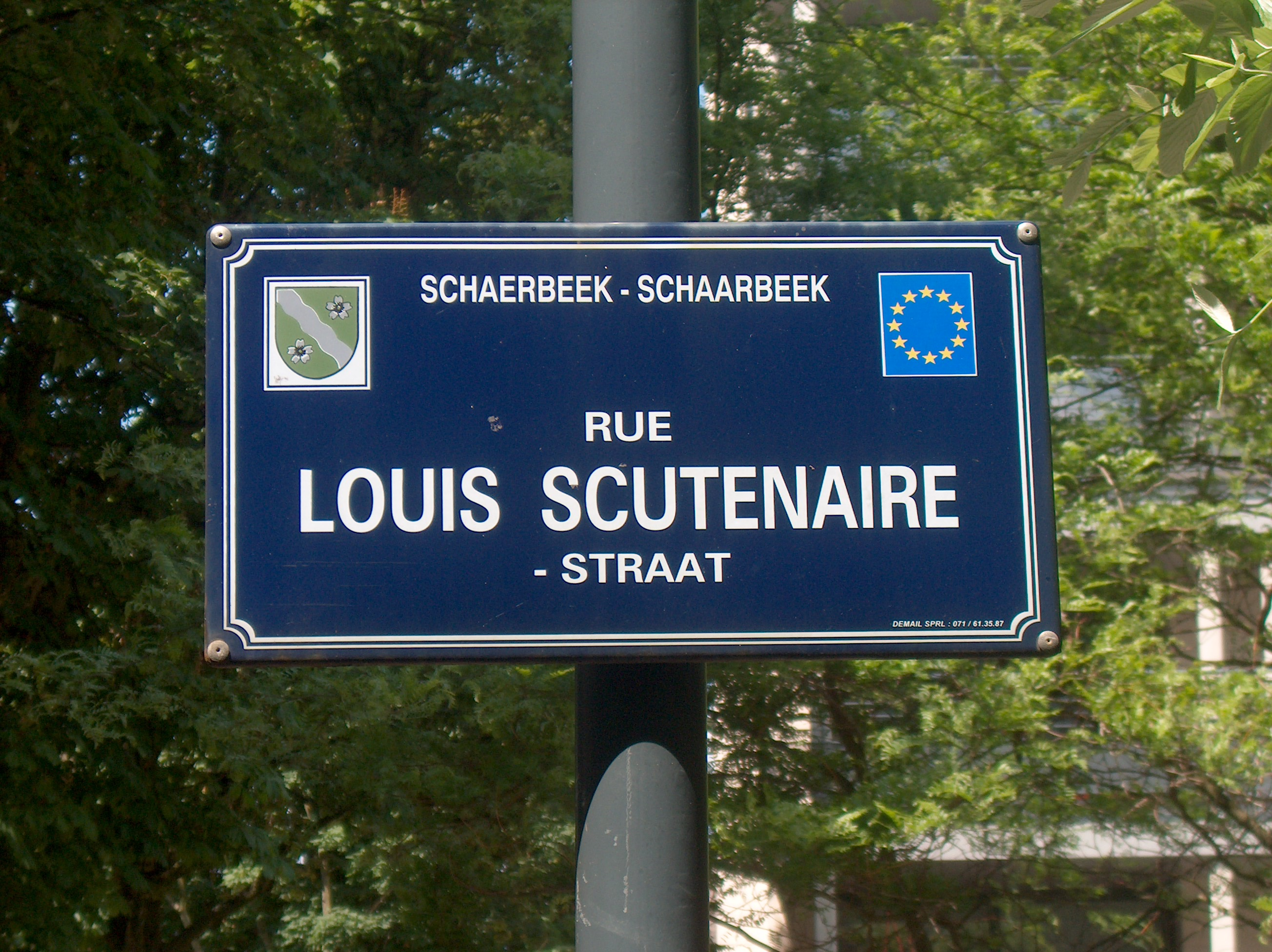
Rue Louis Scutenaire.

### Préfaces et textes consacrés à d'autres artistes
- Jane Graverol, textes de Paul Colinet, Irine (Irène Hamoir), Marcel Lecomte, René Magritte, Marcel Mariën, Louis Scutenaire et Geert van Bruaene, Temps mêlés, Verviers, 1955.
- Peinture de Jane Graverol, Bruxelles, Éditions de la revue Les Lèvres nues, 1962.
- L'Ordre alphabétique (1967-1970), douze dessins de Roger Van de Wouwer, prière d'insérer de Louis Scutenaire, Bruxelles, [J. Wallenborn], 1970.
- La Chanson de Roland (Roland Delcol) (avec vingt reproductions et une lithographie de Roland Delcol), Bruxelles, L'envers sauvage du Réel, 1982.
- Scutenaire a également préfacé Marc Eemans (1928), Man Ray et Tanguy (1937), Jane Graverol (1956), Armand Permantier (1956), Aline Magritte (1963), Jean Raine (1966), Marcel Mariën (1967), Danielle (1968), Roger Van de Wouwer (1969, 1972, 1984), Yellow (1969), Roland Delcol (1970, 1972), Remy van den Abeele (1971), Yves Bossut (1970, 1972, 1973, 1974, 1976), Claudine Jamagne et Dominique Libert (1974), Robert Willems (1974), Françoise Gérard (1975, 1977), Armand Simon (1975), Max Servais (1975), Rachel Baes (1976), Gilles Brenta (1976), Max Ernst (1978), Tom Gutt (1978, 1987), Colette Deblé (1978), Giorgio De Chirico (1978), André Stas (1981).
- Des fragments de textes consacrés à Paul Delvaux, E. L. T. Mesens, Armand Simon, Jane Graverol, Rachel Baes, Marcel Mariën, Roger Van de Wouwer, ont été réunis dans Le Surréalisme en Belgique, I, textes de Louis Scutenaire, Irine et André Blavier, Paris, galerie Isy Brachot, 1986.

### Préfaces et textes consacrés à des écrivains
- Paul Colinet, Quelques textes inédits, avec un portrait par Armand Permantier et une préface de Louis Scutenaire, dans Journal du mois, Bruxelles, juillet 1952.
- Pierre Puttemans, À chaque seconde, avant-propos de Louis Scutenaire et dessin d'Agnès Auquier, Montbliar, 1959.
- Paul Colinet, La Lampe du valet de pique, avec un portrait par Suzanne Van Damme et une préface de Louis Scutenaire, Tilleur-les-Liège, Rhétorique, 1963.
- Tom Gutt, Un Mal héréditaire, précédé de Le Séton par Louis Scutenaire, Bruxelles, 1972.
- Fernand Dumont, Dialectique du hasard au service du désir, préface de Louis Scutenaire, avec un portrait par Max Servais, Brassa éditeur, Bruxelles, 1979 (292 p.).
- Paul Colinet, Œuvres, textes réunis et publiés par R. Willems, préface de Louis Scutenaire, Bruxelles, Lebeer-Hossmann, 1980-1989, 4 volumes.

### Collectifs
- Silhouettes 1937, deux poèmes autographes et un collage signés de Jean Scutenaire, deux poèmes autographes et un collage signés d'Irène Hamoir, deux poèmes autographes signés de Paul Colinet, un texte autographe signé de Marcel Lecomte, une partition autographe signée de Paul Magritte, un collage signé de Georgette Magritte, Laaken-lez-Bruxelles, « sur l'échiquier de Betty P. Magritte », 3 avril 1937, exemplaire unique offert à René Char[43]. Publié en partie sous le titre Collectif pour René Char dans Le Vocatif n° 21, Bruxelles, septembre 1973.
- Collectif pour Paul Éluard, contributions d'Irène Hamoir, Marcel Lecomte, René Magritte et Jean Scutenaire, « sur la table de Georgette Magritte, rue Esseghem 135 », 1937, Le Vocatif n° 173-174, Bruxelles, juillet 1978, et n° 228, janvier 1984.
- Collectif pour Irène Hamoir, contributions de Paul Colinet, Georgette Magritte, René Magritte et Jean Scutenaire, 1937, Le Vocatif n° 39-40, Bruxelles, décembre 1973.
- Du beau travail, contributions de Tom Gutt, Irène Hamoir, Paul Magritte et Louis Scutenaire, 1973, Le Vocatif n° 48, Bruxelles, mars 1974.
- La terreur dans les enveloppes, contributions de Paul Colinet et Louis Scutenaire, Le Vocatif n° 68, Bruxelles, mai 1974.
- Poèmes politiques, contributions de Tom Gutt, Irène Hamoir, Claudine Jamagne, Paul Magritte et Louis Scutenaire, 1974, Le Vocatif n° 71, Bruxelles, juin 1974.

### Correspondance
- Lettre à Estrella de la Torre (1979),  Bruxelles, Le Vocatif no 190, 1979 (sur Paul Nougé).
- Lettres, Joë Bousquet - Louis Scutenaire (1945), Bruxelles, Le Vocatif no 254, 1988 (sur la publication du premier tome de Mes inscriptions).

## Réception critique
« Nuit du 17 septembre 1976. […] Je me dressai saisi d'empressement et me hâtai vers Mes Inscriptions de l'affectionné particulier Louis Scutenaire. Je les lis, elles, pas folles, pas permissives aux coacquéreurs des lopins de l'air, tête baissée, tige après tige, lecture d'un champ de seigle toujours vert, contigu à celui de l'Irlandais Swift. Monde où l'âme circulante du hérisson peut s'étaler puis détaler dans les délices d'un départ définitif. »

— René Char, Fenêtres dormantes et porte sur le toit, Paris, Gallimard, 1979

« “Une fois mort, on se nourrit de soi-même”, comme dit mon cher Scutenaire, qui aura fait davantage pour la Belgique que le roi Boudin et Eddy Mec réunis. Et il dit encore, ce cher vieux génie belge : “L'âge use la laideur, comme il use la beauté ». […] lui, le grand sage à la bienveillance féroce qui règne sur Bruxelles, et les Bruxellois l'ignorent. La meilleure histoire belge, je vais te la dire, c'est la plus terrifiante de toutes : “Il est une fois Scutenaire et les Belges n'en savent rien”. Et les Français non plus. […] Il dit tout, mais par brèves giclées, Scut. Il sait la vie, la mort, l'avant, l'après […], l’amère patrie, le surréalisme, les frites, les cons, les mœurs, les larmes et la façon dont, chez lui, il doit éteindre au rez-de-chaussée avant d'éclairer au premier pour ne pas faire sauter le compteur électrique. »

— San-Antonio, Poison d'Avril ou la vie sexuelle de Lili Pute, Paris, Fleuve Noir, 1985

« La première leçon que donnait ce philosophe, c'était que la concision est essentielle puisqu'elle est suffisante. Livrer toute une démarche intellectuelle en une seule ligne est un exploit qu'il répétait chaque jour, avec gourmandise et jubilation. […] Son œuvre ? Les bulles d'une carpe qui crèveraient entre les palettes des nénuphars pour libérer une règle de morale ou de conduite. »

— Frédéric Dard, Avant-propos de Louis Scutenaire, Lunes rousses, Paris, Le Dilettante, 1987, p. 10

« L'auteur cultive à plaisir l'hétéroclite : mélange des genres, rupture des tons, brusques changements de niveaux de langue. Le calembour est mis en évidence, et le vulgarisme voisine avec les traces de culture et de diction classiques. Il s'agit bien de subvertir l'univers du discours, de la même façon que, par ses pratiques éditoriales, l'auteur subvertit l'institution littéraire. »

— Jean-Marie Klinkenberg, in: Dictionnaire de poésie de Baudelaire à nos jours

## Quelquesinscriptions
- « Le vrai mystère, celui de tous les instants, celui de tous les objets. » (Mes inscriptions II, p. 11)
- « Je vous parle d'un autre monde, le vôtre. » (Mes inscriptions II, p. 231)
- « Je ne suis pas un écrivain, je suis un être sonore. » (Mes inscriptions I, p. 159)
- « J'ai une foi inébranlable en je ne sais quoi. » (Mes inscriptions III, p. 8)
- « Si on ne me lit plus dans mille ans, on aura tort. » (Mes inscriptions I, p. 35)
- « Donnez votre surplus au pauvre pour que le riche puisse le lui prendre et guérissez les lépreux pour qu'ils retournent à l'usine. »
- « Le chômage est déplaisant parce qu'il n'est pas tout à fait généralisé. »
- « Je prends le monde tel que je suis. » (Mes inscriptions I, p. 229)
- « C'est étonnant combien les honnêtes gens ont une connaissance parfaite de la saloperie. »
- « J'ai trop d'ambition pour en avoir » (Reprise des Mémoires de Robert Arnauld d'Andilly).
- « L'avenir n'existe qu'au présent. »
- « Je ne suis pas scutenairien, c'est bien plus fort : je suis Scutenaire. » (Mes inscriptions II, p. 39)